# 鳌峰街道 (福州市)
鳌峰街道是中国福建省福州市台江区下辖的一个街道，东起九孔闸、西至光明一支河、南临闽江、北靠光明港，地处区内最东部，亦是全区面积最大的街道。

## 行政区划
鳌峰街道现辖6个社区：
亚峰社区、曙光社区、鳌峰洲社区、鳌峰苑社区、福人社区和武夷绿洲社区。